# Cyrto-hypnum contortulum
Cyrto-hypnum contortulum là một loài rêu trong họ Thuidiaceae. Loài này được (Mitt.) P.C. Wu, Crosby & S. He mô tả khoa học đầu tiên năm 1999.